# Qualificazioni al campionato europeo femminile di calcio 2017 - Fase a gironi, gruppo 7
Il gruppo 5 delle qualificazioni al campionato europeo femminile di calcio 2017 è composto da cinque nazionali: Belgio, Bosnia ed Erzegovina, Estonia, Inghilterra e Serbia. La composizione degli otto gruppi nella fase a gironi di qualificazione venne decisa dal sorteggio tenutosi il 20 aprile 2015.
Il torneo si è disputato con la formula del girone all'italiana, con le squadre che si sono affrontate con partite di andata e ritorno. La vincitrice del girone si è qualificata direttamente per la fase finale del torneo, mentre la seconda classificata è stata direttamente qualificate se risultata una delle sei migliori seconde tra tutti gli otto gruppi (non contando i risultati contro le squadre giunte al quinto posto nel girone); in caso contrario le due restanti si sono giocate la partecipazione alla fase successiva nella fase dei play-off.

## Classifica finale
| Squadra              | Pt | G | V | N | P | GF | GS | DR  |
| -------------------- | -- | - | - | - | - | -- | -- | --- |
| Inghilterra          | 22 | 8 | 7 | 1 | 0 | 32 | 1  | +31 |
| Belgio               | 17 | 8 | 5 | 2 | 1 | 27 | 5  | +22 |
| Serbia               | 10 | 8 | 3 | 1 | 4 | 10 | 21 | -11 |
| Bosnia ed Erzegovina | 9  | 8 | 3 | 0 | 5 | 8  | 17 | -9  |
| Estonia              | 0  | 8 | 0 | 0 | 8 | 0  | 33 | -33 |

|                      | Belgio (bandiera) | Bosnia ed Erzegovina (bandiera) | Estonia (bandiera) | Inghilterra (bandiera) | Serbia (bandiera) |
| -------------------- | ----------------- | ------------------------------- | ------------------ | ---------------------- | ----------------- |
| Belgio               |                   | 6 - 0                           | 6 - 0              | 0 - 2                  | 1 - 1             |
| Bosnia ed Erzegovina | 0 - 5             |                                 | 4 - 0              | 0 - 1                  | 2 - 4             |
| Estonia              | 0 - 5             | 0 - 1                           |                    | 0 - 8                  | 0 - 1             |
| Inghilterra          | 1 - 1             | 1 - 0                           | 5 - 0              |                        | 7 - 0             |
| Serbia               | 1 - 3             | 0 - 1                           | 3 - 0              | 0 - 7                  |                   |

## Risultati
Tutti gli orari sono CEST (UTC+2) per le date dal 29 marzo al 24 ottobre 2015 e tra il 27 marzo e il 29 ottobre 2016, per le altre date sono CET (UTC+1).
| Arbitro: | Elia Martinez |

|  |           |               |
|  | Marcatori | 43’ Mijatović |

| Arbitro: | Dilan Deniz Gökçek |

|  |           |                                                                               |
|  | Marcatori | 2’, 83’, 90+2’ Carter 34’ Potter 40’, 81’ Kirby 53’ J. Scott 74’ Christiansen |

| Arbitro: | Kateryna Zora |

|                                                                                           |           |  |
| Dijaković 7’ (aut.) De Gernier 20’ Zeler 33’, 41’ (rig.) Cayman 35’ Coutereels 72’ (rig.) | Marcatori |  |

| Arbitro: | Tania Fernandes Morais |

|                                   |           |  |
| Nikolić 6’, 36’, 43’ Radeljić 73’ | Marcatori |  |

| Arbitro: | Justina Lavrenovaite |

|                                |           |  |
| Čubrilo 17’, 61’ Radojičić 82’ | Marcatori |  |

| Arbitro: | Lorraine Clark |

|  |           |                                                      |
|  | Marcatori | 25’, 65’ Biesmans 73’, 83’ Wullaert 90+2’ Demoustier |

| Arbitro: | Galiya Echeva |

|  |           |             |
|  | Marcatori | 88’ Nikolić |

| Arbitro: | Florence Guillemin |

|              |           |  |
| J. Scott 69’ | Marcatori |  |

| Arbitro: | Marija Kurtes |

|            |           |                 |
| Yuceil 17’ | Marcatori | 39’ Damnjanović |

| Arbitro: | Gyöngyi Gaál |

|              |           |            |
| J. Scott 84’ | Marcatori | 18’ Cayman |

| Arbitro: | Simona Ghisletta |

|  |           |            |
|  | Marcatori | 86’ Carney |

| Arbitro: | Melis Özçiğdem |

|                                                                   |           |  |
| Coutereels 11’ De Caigny 21’, 50’ Wullaert 30’, 63’ Schryvers 67’ | Marcatori |  |

| Arbitro: | Barbara Poxhofer |

|  |           |                                                           |
|  | Marcatori | 10’ (aut.) Zlidnis 38’ Zeler 60’ Van Gorp 65’, 70’ Cayman |

| Arbitro: | Lina Lehtovaara |

|                                                                               |           |  |
| Greenwood 16’ Carney 34’ (rig.), 60’, 64’ Daly 43’ White 51’ Christiansen 52’ | Marcatori |  |

| Arbitro: | Cristina Bujor |

|  |           |             |
|  | Marcatori | 57’ Nikolić |

| Arbitro: | Stéphanie Frappart |

|  |           |                                                                               |
|  | Marcatori | 13’ J. Scott 28’ White 41’, 46’ Davison 53’ (aut.) Damjanović 69’, 90’ Parris |

| Arbitro: | Efthalia Mitsi |

|            |           |                                        |
| Tenkov 31’ | Marcatori | 13’ De Caigny 52’ Deloose 74’ Van Gorp |

| Arbitro: | Vera Opeykina |

|                                               |           |  |
| Carter 9’, 17’, 56’ J. Scott 13’ Carney 90+4’ | Marcatori |  |

| Arbitro: | Angelika Soeder |

|                              |           |                                       |
| Medić 40’ Nikolić 84’ (rig.) | Marcatori | 9’ Slović 48’, 69’ Tenkov 54’ Čubrilo |

| Arbitro: | Pernilla Larsson |

|  |           |                       |
|  | Marcatori | 65’ Parris 85’ Carney |

## Statistiche

### Classifica marcatrici
6 reti
- Milena Nikolić (1 rig.)

- Karen Carney (1 rig.)

- Danielle Carter

5 reti
- Jill Scott

4 reti
- Janice Cayman
- Tessa Wullaert

3 reti
- Tine De Caigny
- Nikita Parris

- Jelena Čubrilo

- Mirela Tenkov

2 reti
- Julie Biesmans
- Maud Coutereels (1 rig.)
- Elke Van Gorp

- Aline Zeler
- Isobel Christiansen
- Gemma Davison

- Fran Kirby
- Ellen White

1 rete
- Cécile De Gernier
- Laura Deloose
- Audrey Demoustier
- Tine Schryvers
- Sara Yuceil

- Aline Zeler (1 rig.)
- Merjema Medić
- Antonela Radeljić
- Rachel Daly
- Alex Greenwood

- Josanne Potter
- Jovana Damnjanović
- Milica Mijatović
- Marija Radojičić
- Violeta Slović

Autoreti
- Nikolina Dijaković (a favore del Belgio)
- Inna Zlidnis (a favore del Belgio)
- Nevena Damjanović (a favore dell'Inghilterra)